# Blades of Steel
Blades of Steel, пізніше випущена в Японії з назвою Konamic Ice Hockey (яп. コナミック アイスホッケー, Konamikku Aisu Hokkē)(яп. コナミック アイスホッケー Konamikku Aisu Hokkē) ー це хокейна відеогра випущена 1987 року компанією Конамі для північноамериканських ігрових автоматів. 1988 року портована на ігрові консолі Famicom Disk System і Nintendo Entertainment System.
Гра здобула високі оцінки користувачів і критиків завдяки поєднанню швидкого темпу хокейних дій з режимом файтингу.
Опції гри дозволяють змагатися зі супротивником-людиною або з програмою, а також зіграти кубковий турнір або один показовий матч. У грі проти програми можна обирати з трьох рівнів складності (Junior, College або найважчий Pro). На льоду змагаються вісім команд, що носять назви 4 канадських і 4 американських міст та уніформи реальних тамтешніх хокейних клубів. Кожна команда складається з трьох нападників, двох захисників і воротаря. Також на майданчику присутній суддя, що вводить шайбу в гру, фіксує зупинки, видаляє гравців.
Гра була повторно видана Нінтендо для Virtual Console 24 грудня 2007 року. Аркадна версія була перевидана Майкрософт для сервісу Game Room 24 листопада 2010 року.

## Геймплей
При виборі режиму для двох гравців доступний тільки разовий матч. Натомість, обравши режим для одного гравця, є можливість зіграти турнір схожий на плей-офф НХЛ та вибороти Кубок ліги. Матчі складаються з трьох періодів і в випадку нічийного рахунку призначаються буліти (на відміну від реального хокею, кидок робиться нерухомим нападником з синьої лінії). Загалом, майданчик, екіпірування гравців, хід гри відповідають справжнім правилам хокею. Суттєві відмінності пов'язані з відсутністю офсайду та режимом бійки.
Ігровий екран вміщує частину хокейного майданчика, таймер і трибуни. В випадках пробиття буліту та в режимі бійки у полі зору лишаються лише воротар з нападником та пара бійців відповідно. Після голу, в кінці періодів, на початку та наприкінці матчу з'являється табло з назвами команд і рахунком. За умови неактивності гравця в перервах між періодами включається міні-гра, розважальні та рекламні заставки.

Вісім доступних у грі команд носять назви міст і відповідають реальним командам, що були провідними учасницями NHL на момент розробки гри. Чотири канадські міста це: Торонто, Ванкувер, Едмонтон і Монреаль. Сполучені Штати представляють Нью-Йорк, Чикаго, Лос-Анджелес та Міннесота. Кольори деякий клубів принаймні частково відповідають схемам кольорів форми справжніх команд. Наприклад, на зображенні жовто-синя форма хокеїстів з Лос-Анджелесу нагадує тогочасні кольори справжньої команди Лос-Анджелес Кінгс.
Хокеїст, яким керує гравець, виділений миготінням (як на зображенні), одночасно і в одному напрямі з ним рухається воротар. Пас можна віддати лише найближчому хокеїстові в напрямку руху, напрямок удару задається стрілкою перед воротами (як на зображенні), сила удару не варіюється. 
Бійка в грі може спалахнути між двома гравцями, що стикаються тричі поспіль, не зачепивши іншого гравця. Два гравці перестають ковзати, займають стійку та починають обмінюватися ударами. Якщо одному з хокеїстів не вдається швидко здолати іншого, лунає вигук коментатора «fight!» і з'являється екран бійки подібний до класичного файтингу. Під час бійки гравець може завдавати удари в корпус або в обличчя та ставити верхній і нижній блоки; кожне влучання відображається на смужці здоров'я з п'яти поділок. Програє той, хто першим пропускає п'ять ударів, при цьому суддя відвозить його на лаву штрафників (переможця не карають), а його команда на певний час лишається в меншості. Якщо бійка відбувається близько до воріт, рефері може зупинити її та призначити буліт у ці ворота.

## Сприйняття
Blades of Steel отримала гарні відгуки критиків і користувачів. Численні перевипуски на різних платформах підтверджують успішність розробки. За словами Скайлера Міллера (Skyler Miller) із Allgame, Blades of Steel одна з найприємніших спортивних ігор епохи («one of the most enjoyable sports games of its era»).
AllGame дає грі оцінку в чотири з половиною з п'яти зірочок, а IGN 7.5 з 10 балів.